# キーツ (バンド)
キーツ（Keats）は、1984年に1枚のアルバムを生み出した、短命のブリティッシュ・ロック・バンドである。これはアラン・パーソンズ・プロジェクトから枝分かれしたバンドだった。メンバーは、コリン・ブランストーン（ボーカル）、イアン・ベアンソン（ギター）、ピーター・バーデンス（キーボード）、デヴィッド・ペイトン（ベース、バック・ボーカル）、スチュアート・エリオット（ドラム、パーカッション）。リチャード・コットルが、サクソフォーンとシンセサイザーばかりでなく、追加のキーボード・パートも提供した。

## ディスコグラフィ

### スタジオ・アルバム
- 『キーツ』 - Keats (1984年、EMI) ※アラン・パーソンズがプロデュースを担当

### シングル
- 「ターン・ユア・ハート・アラウンド」 - "Turn Your Heart Around" (1984年、EMI)